# Àrgila de Rasès
Àrgila (? - ca. 845) va ser comte de Rasès i de Conflent (844-846). Era fill del comte Berà I de Barcelona.
Vers el 842 o el 843, juntament amb Alaric, cunyat seu, s'emparà efímerament del comtat d'Empúries en lluita amb Sunyer I, el comte legítim nomenat pel rei franc Lluís I el Pietós.
El 844, Argila va recuperar el comtat de Rasès (que anava unit al de Conflent), que el seu germà Guillemó havia perdut després d'encapçalar, junt amb Aissó, una rebel·lió (826-827) contra el duc Bernat de Septimania. Segurament, morí poc després, ja que el febrer del 846 ja apareix com a comte de Rasès el seu fill Berà II. No se sap si va governar també el comtat de Carcassona encara que alguns pensen que és molt possible que ho fes.